# Struve 2398
Struve 2398, eller Gliese 725, är en dubbelstjärna i den mellersta delen av stjärnbilden Draken. Den har en skenbar magnitud av ca 8,94 och kräver åtminstone ett mindre teleskop för att kunna observeras. Baserat på parallaxmätning inom Hipparcosuppdraget på ca 283,8 mas, beräknas den befinna sig på ett avstånd på ca 11,5 ljusår (ca 3,5 parsek) från solen.
Paret har en relativt stor egenrörelse på 2,2 bågsekunder per år. Konstellationen befinner sig i en omloppsbana genom Vintergatan som har en excentricitet på 0,05 och för dem så nära som 8 kpc och så långt bort som 9 kpc från det galaktiska centret. Planet i deras galaktiska bana bär dem så långt som 463−489 parsek bort från det galaktiska planet.

## Egenskaper
Primärstjärnan Struve 2398 A är en röd till orange stjärna i huvudserien av spektralklass M3 V. Den har en massa som är ca 0,33 solmassor, en radie som är ca 0,35 solradier och har ca 0,010 gånger solens utstrålning av energi från dess fotosfär vid en effektiv temperatur av ca 3 400 K.
Båda stjärnorna är små röda dvärgar, där var och en har cirka en tredjedel av solens massa och radie. De visar var och en den typ av variation som är gemensam för flarestjärnor, och deras aktiva ytor är källor till röntgenstrålning. Omloppsperioden för paret är ca 295 år, med ett genomsnittligt avstånd på ca 56 astronomiska enheter, och excentriciteten i deras bana är 0,70.

## Planetsystem
År 2016 föreslogs en tänkbar exoplanet på en 2,7-dygns omloppsbana runt Struve 2398 B, även om signalen befanns vara jämförbar med ett instrumentellt brus. Under 2019 upptäcktes två tänkbara exoplaneter i omloppsbana runt Struve 2398 B med hjälp av metoden för mätning av radialhastighet, utan att den tidigare kandidaten kunde observeras.
| Planet | Massa         | Halv storaxel (AE) | Siderisk omloppstid (d) | Excentricitet | Inklination | Radie |
| ------ | ------------- | ------------------ | ----------------------- | ------------- | ----------- | ----- |
| b      | 15,7 ± 5,7 M🜨 | 0,261 ± 0,0022     | 91,29 ± 0,24            | 0,06 ± 0,06   | -           | -     |
| c      | 13,1 ± 6,4 M🜨 | 0,428 ± 0,037      | 192,4 ± 1,9             | 0,03 ± 0,03   | -           | -     |